# Kadarsanomys sodyi
Kadarsanomys sodyi es una especie de roedor de la familia Muridae.

## Distribución geográfica
Se encuentra sólo en la isla de Java (Indonesia).

## Hábitat
Su hábitat natural es: clima tropical o clima subtropical, bosques áridos.